# Frappes israéliennes de 2024 contre le Yémen
Les frappes israéliennes de 2024 contre le Yémen surviennent le 20 juillet 2024 lorsque les Forces de défense israéliennes (FDI) lancent des frappes aériennes visant des sites militaires du groupe militant houthi soutenu par l'Iran près du port d'Hodeïda à Al-Hodeïda, au Yémen. Les frappes aériennes touchent des installations de stockage d'armes et des dépôts de pétrole du port d'Hodeïda utilisés pour les transferts d'armes de l'Iran vers le Yémen, ainsi qu'une centrale électrique. L'attaque est baptisée par Tsahal "Opération Bras tendu" (hébreu : מבצע יד ארוכה).
Cette opération fait suite à une attaque de drone houthi la veille, qui touche un immeuble d'appartements à Tel Aviv, en Israël, tuant un civil. L'armée israélienne déclare que l'opération est menée en réponse aux attaques des Houthis contre Israël, le mouvement houthi s'étant aligné sur le Hamas après les attaques du 7 octobre.
Il s'agit de la première fois qu'Israël attaque directement le Yémen. Des chasseurs à réaction F-15 et F-35I, ainsi que des Boeing 707 pour le ravitaillement en vol, sont utilisés. Les commentateurs soulignent l'importance de l'opération, soulignant qu'elle implique des cibles situées à 1 700 kilomètres d'Israël, soit environ 200 kilomètres plus loin que Téhéran, ce qui montre la portée étendue des opérations militaires israéliennes.

## Contexte
Le mouvement Houthi, officiellement nommé "Ansar Allah", est un groupe militant islamiste soutenu par l'Iran au Yémen. Le groupe est désigné comme une organisation terroriste par les États-Unis,, l'Arabie saoudite, les Émirats arabes unis, la Malaisie et l'Australie,. Le groupe appelle à la destruction d'Israël et des États-Unis, et son slogan est "Dieu est le plus grand, mort à l'Amérique, mort à Israël. Maudits soient les juifs, victoire à l'Islam." Le mouvement, dont les militants s'opposent au gouvernement internationalement reconnu du Yémen, contrôle une partie considérable du territoire du pays le long de la mer Rouge depuis 2014.
Depuis le début de la guerre entre Israël et le Hamas, qui débute avec les attaques du Hamas contre Israël le 7 octobre, le groupe allié au Hamas commence à lancer des missiles et des drones sur Israël. Ils attaquent des navires de transport maritime international dans la mer Rouge dans des actes considérés comme de la piraterie internationale,. Les attaques des Houthis dans la mer Rouge suscitent une réponse militaire de la part d'un certain nombre de pays. En janvier 2024, le Conseil de sécurité de l'ONU adopte la résolution 2722, condamnant les attaques des Houthis et affirmant la liberté de navigation. L'opération Prosperity Guardian, dirigée par les États-Unis, est lancée pour protéger la navigation en mer Rouge. Depuis le 12 janvier, les États-Unis et le Royaume-Uni mènent des frappes aériennes et de missiles de coalition contre les Houthis, tandis que d'autres pays patrouillent indépendamment dans les eaux proches du Yémen, attaquant les navires houthis dans la mer Rouge.

### Attaque de drone du 19 juillet sur Tel Aviv

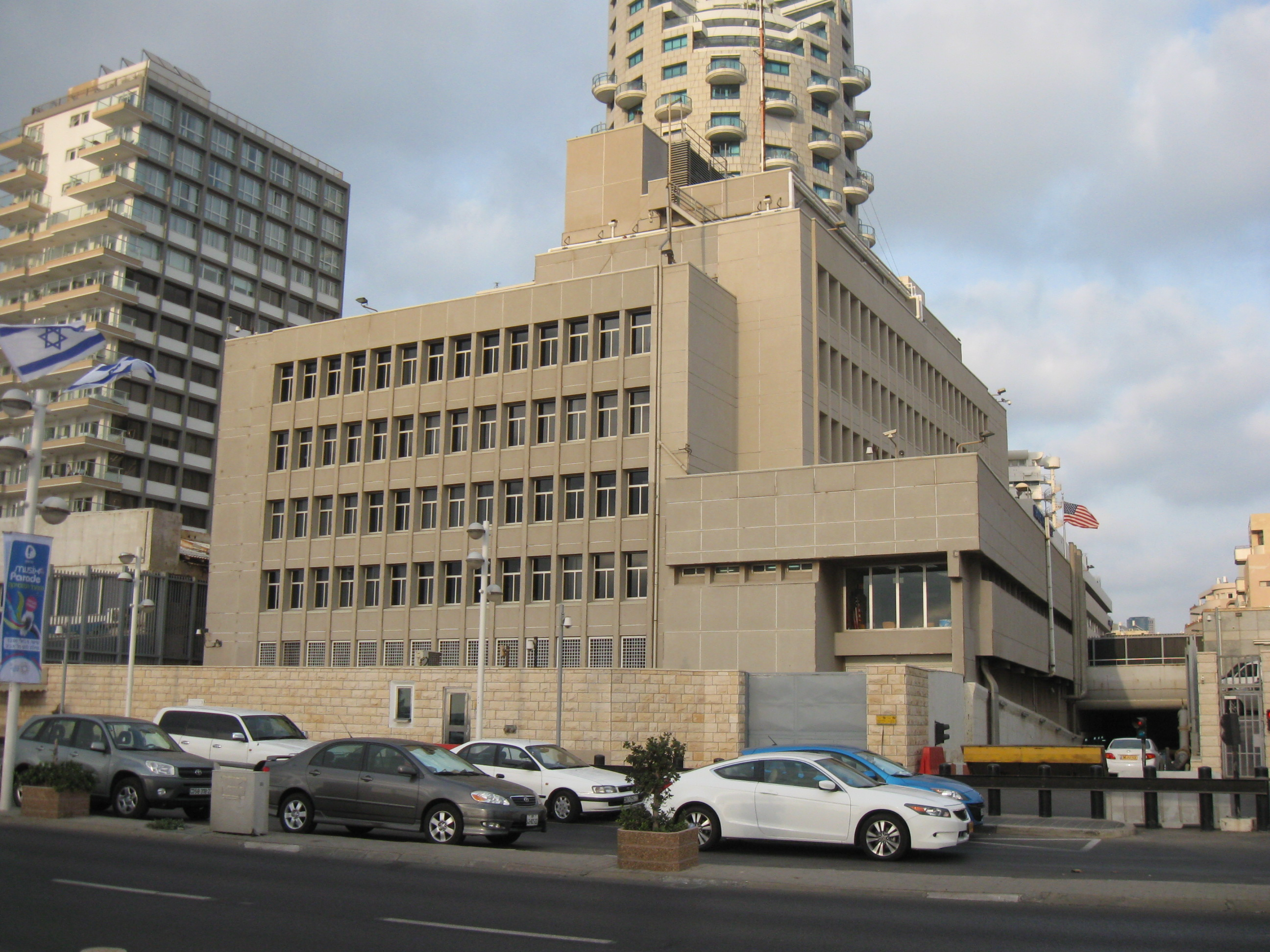
L'ambassade américaine à Tel-Aviv, à proximité de laquelle a lieu l'attaque

Le 19 juillet, un drone lancé par des militants houthis du Yémen frappe un immeuble d'appartements près de l'ambassade américaine à Tel-Aviv (en), le centre économique d'Israël. L'attaque du drone tue une personne dans son immeuble et en blesse 10 autres,. L'armée israélienne soupçonne que le drone est un Samad-3 (en) de fabrication iranienne modifié par les Houthis pour transporter plus de carburant (pour une plus grande portée) en échange d'une ogive plus petite. Le drone est repéré mais pas intercepté. Israël prétend que cela est dû à une erreur humaine, tandis qu'Ansar Allah affirme avoir fabriqué un drone capable de contourner le Dôme de fer. De même, aucune sirène de raid aérien n'est déclenchée.

## Frappes aériennes

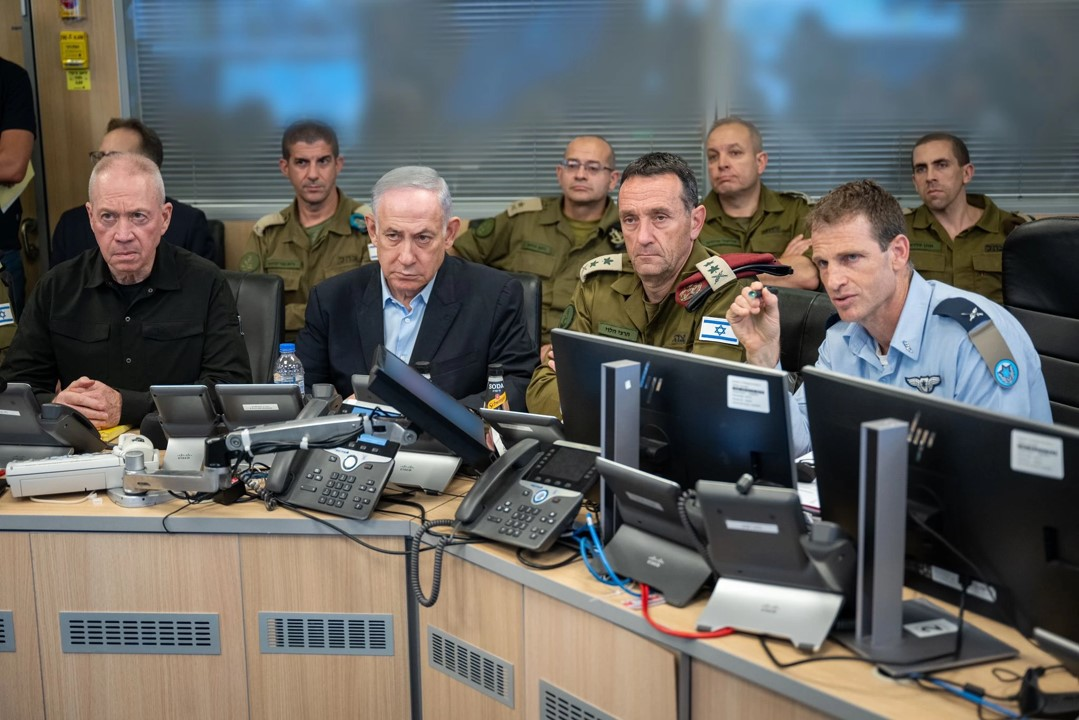
Fosse de l'armée de l'air israélienne à Kirya lors de l'attaque au Yémen. Au premier rang, de droite à gauche : le chef d'État-Major Herzi Halevi, le premier ministre Benyamin Netanyahou et le ministre de la Défense Yoav Gallant

Selon le ministère israélien de la Défense, les plans opérationnels pour frapper le Yémen sont examinés et approuvés le 20 juillet au matin, sous la supervision du ministre de la Défense Yoav Gallant, du chef d'État-Major de l'armée israélienne Herzi Halevi et d'autres hauts responsables de la défense. Le cabinet israélien se réunit en urgence, les ministres étant convoqués à bref délai, pour approuver l'opération. La réunion du cabinet, présidée par le ministre de la Défense Yoav Gallant et le chef d'état-major Herzi Halevi, se déroule sous stricte censure.
Selon des responsables houthis, les frappes touchent des installations pétrolières, une centrale électrique et une compagnie d'électricité dans le port d'Hodeïda, le principal port du Yémen sur la mer Rouge, provoquant un incendie et des pannes de courant généralisées,. Des images et des vidéos publiées sur les réseaux sociaux montrent des flammes et de la fumée s'élevant dans la ville. Le média saoudien AlHadath (en) rapporte que trois personnes sont tuées et 15 autres blessées. Le réseau d'information dirigé par les Houthis Al-Masirah (en) déclare qu'au moins 80 personnes sont blessées, la majorité d'entre elles avec de graves brûlures. L'armée israélienne déclare avoir ciblé des sites militaires houthis dans la zone du port, utilisés pour le stockage d'armes. Un haut responsable américain déclare qu'Israël est responsable de l'opération, qui est menée unilatéralement. Il indique également que la frappe vise une installation militaire utilisée par les Houthis pour acquérir et stocker des armes.
Selon le média israélien Ynet, les frappes aériennes visent des dépôts de pétrole et des installations de stockage cachés par les Houthis dans le port d'Hodeïda, utilisé pour les transferts d'armes en provenance d'Iran. Le port d'Hodeïda est d'une importance cruciale car il représente la principale ligne de vie pour les régions du Yémen contrôlées par les Houthis, facilitant leurs principaux moyens d'importation et d'exportation de marchandises.
L'attaque aérienne nécessite des mesures logistiques et tactiques complexes en raison de la distance importante de 1 700 kilomètres d'Israël. L'opération utilise le ravitaillement en vol avec des avions Boeing 707 "Re'em", des vols à basse altitude pour échapper aux radars ennemis et peut-être une coordination avec l'Arabie saoudite. Ces frappes aériennes marquent la première attaque israélienne au Yémen. La force opérationnelle de Tsahal comprend des services de renseignement et de surveillance aérienne par l'escadron "Nachshon", un soutien naval par des navires de guerre et peut-être un sous-marin dans la mer Rouge, et l'utilisation de munitions "à distance" d'une portée de 100 kilomètres. La principale force de frappe comprend des chasseurs F-35I "Adir" et F-15.
La chaîne de télévision Al Mayadeen, liée au Hezbollah, rapporte que des pannes de courant touchent plusieurs zones de Hodeïda en raison des frappes.
Le gouvernement israélien attend le retour des avions avant de confirmer la responsabilité de l'opération.

## Bilan
Les frappes israéliennes touchent une centrale électrique et des dépôts de carburant dans le port de Hodeïda. Six employés de la Yémen Petroleum Compagny sont tués, tandis que des images satellites montrent qu'au moins 33 réservoirs de pétrole sont détruits, provoquant la perte de dizaines de milliers de litres de pétrole et une importante pollution côtière. Toutefois, des sources locales révèlent que le port, avec ses quais, ses installations de stockage, ses conteneurs et ses navires, est intact. L'attaque en a toutefois réduit la capacité de stockage de carburant, détruit plusieurs grues, et endommagé certains navires, mais sans les rendre inutilisables. Selon un responsable local cité par l'AFP, le volume des dégâts de ces raids aériens dépassent les 20 millions de dollars. Des émissions toxiques et des fuites de carburant des installations touchées sont rapportées par des associations environnementales dans les jours qui suivent ces frappes israéliennes.

## Analyse
Selon une analyse de Ynet, l'opération a pour but de dissuader le gouvernement pro-iranien de Sanaa et de signaler à la coalition américano-britannique que l'armée israélienne ne s'appuie plus uniquement sur la défense aérienne alliée.
Selon le Washington Post, les analystes du Yémen déterminent que l'opération ne dissuadera probablement pas les Houthis, mais leur permettra plutôt de mobiliser les yéménites pour lutter contre une menace étrangère perçue, consolidant ainsi leur soutien local.
Le Jerusalem Post observe que l'opération présente des similitudes avec l'opération Jambe de bois de 1985, au cours de laquelle l'armée de l'air israélienne a ciblé des sites de l'OLP en Tunisie, à 2 200 kilomètres d'Israël. Il souligne le rôle des F-35 dans l'opération de 2024, notant que leurs capacités furtives est cruciales pour frapper les Houthis, qui utilisent déjà des systèmes de missiles antiaériens pour abattre les drones américains. Le Jerusalem Post décrit l'opération comme "une étape importante" pour les F-35 au sein de l'armée de l'air israélienne, marquant huit ans depuis leur déploiement initial en Israël.

## Réactions
- Israël : Le premier ministre israélien Benyamin Netanyahou déclare que les frappes visent le port parce qu'il est utilisé à des fins militaires et qu'elles montrent qu'"il n'y a aucun endroit que le bras long de l'État d'Israël ne puisse atteindre"[34]. Le porte-parole militaire israélien Daniel Hagari revendique la responsabilité des attaques au nom des Forces de défense israéliennes, déclarant que les avions de combat israéliens frappent des cibles militaires houthis "en réponse aux centaines d'attaques contre l'État d'Israël ces derniers mois" pour "envoyer un message". Le ministre des Affaires étrangères Israël Katz déclare que les frappes servent d'avertissement à l'Iran et portent un "coup sévère à la branche terroriste iranienne au Yémen"[35]. Le ministre de la Défense Yoav Gallant déclare que "le sang des citoyens israéliens a un prix", et souligne que toute attaque contre des israéliens sera accueillie par une réponse "identique" à celles du Liban et de Gaza. Gallant ajoute : "Le feu qui brûle actuellement à Hodeïda est visible dans tout le Moyen-Orient et son importance est claire". Il ajoute : "La première fois qu'ils ont fait du mal à un citoyen israélien, nous les avons frappés. Et nous ferons cela partout où cela sera nécessaire."
- Iran : Le pays condamne l'attaque, un porte-parole du ministère des Affaires étrangères met en garde contre la possibilité d'un conflit régional plus large et qualifie les alliés d'Israël de responsables de l'attaque[36].
- Houthis : Le porte-parole des Houthis, Nasruddin Amer, qualifie les attaques d'"agression israélienne brutale" visant spécifiquement à causer des souffrances à la population yéménite et à forcer les Houthis à cesser de soutenir Gaza pendant la guerre entre Israël et le Hamas. Il déclare que les attaques ne feront qu'accroître la détermination de la population yéménite à soutenir Gaza et sa volonté d'affronter les difficultés pour elle. Le négociateur en chef des Houthis réitère ce sentiment dans une déclaration publique. Le responsable politique des Houthis, Mohammed al-Bukhaiti, déclare que la frappe aérienne ne fera qu'accroître les opérations militaires yéménites menées contre Israël jusqu'à la fin de la guerre, affirmant qu'ils "répondront à l'escalade par l'escalade", il déclare également que "l'entité sioniste paiera le prix pour avoir ciblé des installations civiles, et nous répondrons à l'escalade par l'escalade"[37].
- Hamas : Le groupe condamne l'attaque. Un membre du bureau politique, Izzat al-Rishq, déclare que "l'État d'occupation sera sans aucun doute brûlé par le feu allumé à Hodeïda aujourd'hui, et la multiplication des crimes sionistes changera toute l'équation"[38].
- Hezbollah : Le groupe qualifie l'opération de "mesure stupide" et déclare qu'elle déclenche une nouvelle et dangereuse phase de confrontation à travers le Moyen-Orient[39],[40].
- Arabie saoudite : Le porte-parole du ministère de la Défense (en), Turki Al-Maliki (en), déclare que l'Arabie Saoudite n'est pas impliquée dans l'attaque, ajoutant que l'Arabie Saoudite ne permet pas que son espace aérien soit infiltré par une quelconque partie[41].
- Nations unies : Le Secrétaire général António Guterres exprime sa profonde inquiétude face à l'attaque israélienne contre le Yémen[42].
- États-Unis : Un porte-parole du Conseil de sécurité nationale américain déclare que les États-Unis n'ont pas coordonné les frappes aériennes avec Israël, ajoutant que le pays reconnait pleinement le droit d'Israël à la légitime défense.
- Yémen : Le gouvernement internationalement reconnu condamne l'attaque israélienne mais met également en garde les Houthis contre le fait d'entraîner le peuple yéménite "dans des batailles absurdes dans l'intérêt du régime iranien", et avertit l'Iran et Israël de ne pas transformer le pays en "une arène pour leurs guerres absurdes et leurs projets subversifs dans la région"[43].

## Conséquences
Le matin du 21 juillet, l'armée israélienne intercepte un missile tiré depuis le Yémen. Des sirènes d'alerte aérienne retentissent dans la ville israélienne d'Eilat.
Le 26 décembre, l'aviation israélienne bombarde l'aéroport de Sanaa, tuant au moins trois personnes. Tedros Adhanom Ghebreyesus, le chef de l'OMS qui se trouvait dans l'aéroport au moment de l'attaque, échappe de peu à la mort.
Le 10 janvier 2025 Israël bombarde à nouveau le Yémen, affirmant avoir touché « des sites d'infrastructure militaire dans la centrale électrique de Hizaz, qui sert de source centrale d'énergie pour le régime terroriste houthiste », ainsi que les ports de Hodeida et de Ras Issa. Israël promet également de « traquer » les dirigeants des houthistes.